# Сюй Ґуанці
Сюй Ґуанці (徐光启; 24 квітня 1562 — 8 листопада 1633) — китайський математик, астроном, політичний діяч часів династії Мін і найвпливовіший китайський новонавернений християнин у XVII ст. Як перший католик в Шанхайській області, він був зарахований до «Трьох стовпів китайського католицизму».

## Життєпис
Народився 24 квітня 1562 року у м. Шанхай. Походив з бідної родини дрібного чиновника Сюй Січена. Отримав гарну домашню освіту. У 1581 році отримав початковий вчений ступінь. Після цього працював у міському суді.
У 1600 році він познайомився з Маттео Річчі, який у 160 році хрестив його, давши ім'я Павло. У 1601 році Сюй Ґуанці приїхав до Пекіна складати іспити на вищий ступінь цзіньши, посів сьоме місце, але через деякі формальності ступінь не отримав його. При другій спробі навесні 1604 року блискуче склав іспити і був направлений до академії Ханьлінь. Зняв будинок поряд з резиденцією Річчі і перевіз до Пекіна свою родину.
Під впливом Річчі Сюй Гуанці визнав, що китайська культура поступається західній, зокрема, вважав китайську математику менш розвиненою, ніж європейська. Однак він не міг судити про неї об'єктивно. У його час чудові успіхи китайців в алгебрі були значною мірою забуті. Сенс методу тяньюань Лі Е вже не розуміли в Китаї. Трактат «Цзю чжан суань шу» був майже невідомий, і сам Сюй Ґуанці ніколи не читав його. У той час збірка математичної класики «Суань цзин ши шу» («Десять книг рахункового канону») вважалася втраченою. Сюй Ґуанці вважав цю втрату не істотною, порівнюючи з втратою «зношених черевиків». Він припускав, що скоро в Китаї будуть широко вивчати «Начала» Евкліда, і виявився значною мірою правим: коли в Китаї були засновані західні школи (сісюе), вивчення європейської геометрії в них стало обов'язковим.
Європейську астрономію Сюй Ґуанці сприйняв із натхненням. Особливо його вразило точне передбачення з її допомогою сонячного затемнення 15 грудня 1610 року, тоді як передбачення китайського Астрономічного бюро виявилося помилковим. Після цього випадку Сюй Ґуанці і місіонер Сабатіні де Урсіс (1575—1620) домоглися наказу, який пропонував зайнятися реформою календаря. Вони склали програму реформи, але потім імператор призупинив його дію.

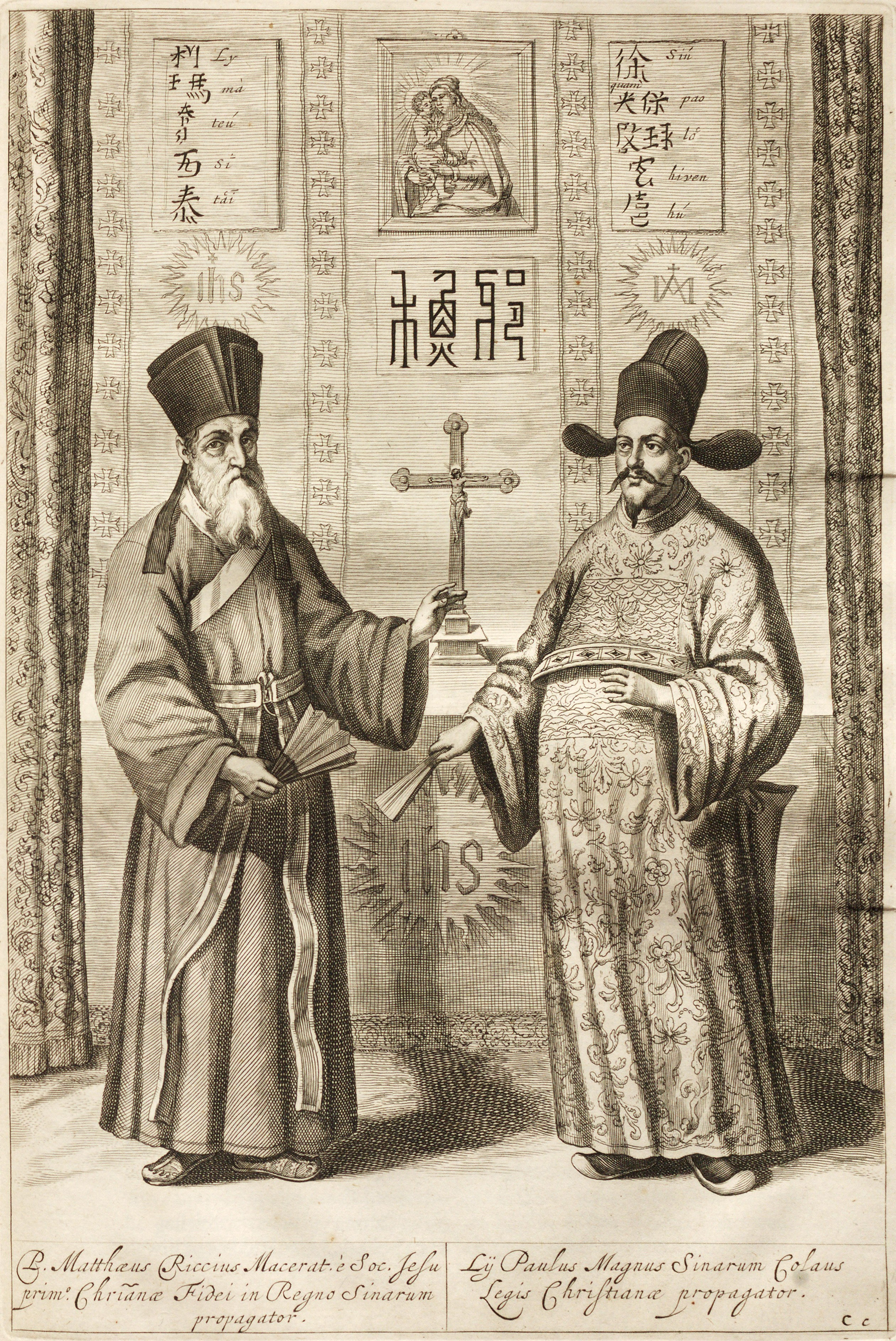
Маттео Річчі та Сюй Ґуанці у творі Афанасіуса Кірхера China Illustrata (1608)

У 1629 році китайський уряд оголосив змагання з метою визначити, хто найточніше передбачить час сонячного затемнення, яке мало статися 21 червня того року. З трьох підходів, які конкурували, — китайського, арабо—мусульманського й західного — останній, представлений Сюй Гуанціи, виявився найточнішим. В результаті 1630 року Сюй Гуанці став помічником голови Відомства обрядів і головою новоствореного Календарного бюро. На службу до бюро він запросив Лі Чжицзао (1565—1630) і місіонерів Іоана Адама Шаоя фон Белла (1592—1661), Миколу Лонгобарді (1565—1655) і Терентіуса (Іоанн Шрек, 1576—1630). Перед ним було поставлено завдання виправлення чинного календаря. Після смерті Сюй Гуанці цю роботу продовжив Адам Шаль. Новий календар, прийнятий 1645 року, отримав назву Шисяньлі.
Сюй Гуанці першим з китайців використав телескоп, який 1618 року привіз єзуїт Терентіус, для спостережень за сонячними і місячними затемненнями.
В останні роки життя Сюй Гуанці був надзвичайно впливовою постаттю при дворі. Після того як у 1621 році маньчжури завдали нищівної поразки армії Мін, Сюй Гуанці та Лі Чжицзао переконали імператора застосувати проти них західні гармати, які можна було привезти з Макао. Ця стратегія спочатку була ефективною, але після смерті Сюй Гуанці маньчжури також почали закуповувати західну зброю.

## Творчість

### Математика
Першим зі своїх співвітчизників став переводити європейську літературу китайською мовою. У співпраці з Маттео Річчі перевів багато книг з математики, гідравліки і географії. Найвідомішим був переклад перших шести книг «Начал» («Цзі-хе юань-бень») Евкліда, виданий у 1607 році, що мало великий вплив на китайську математику.
Сюй Гуанці хотів перевести інші книги, але Річчі вважав, що вони будуть зовсім незрозумілі китайцям. При перекладі вони використовували лататинський коментар, виданий Клавіусом у 1574 році. Працювали вони так: Річчі пояснював зміст вихідного тексту Сюй Гуанці, а той записував зрозуміле. Пристосовуючись до суто практичному підходу китайців до математики, Сюй Гуанці пояснив у передмові зв'язок змісту «Елементів» з календарем, музикою і технологією. Нові терміни, винайдені ним для позначення точки, кривої, паралельної лінії, гострого або тупого кута і т.ін., скоро стали частиною китайської математики. Також був прийнятий його стиль креслення геометричних фігур та їх ієрогліфічне позначення.

### Астрономія
Слідуючи європейським правилам, Сюй Гуанці впровадив у Китаї поділ кола на 360° (замість традиційних 365 1/4) і запропонував розмітку земної кулі за широтою й довготою. За його проектом виготовили декілька астрономічних інструментів (армілярна сфера, екліптичний теодоліт, секстант та ін.), які встановили 1629 року в Пекінській обсерваторії Гуань-сян-тай («Башта для спостережень небесних явищ»).
На основі західних астрономічних таблиць адаптував до традиційної китайської системи 23 південні навколополярні астеризми.

### Сільське господарство

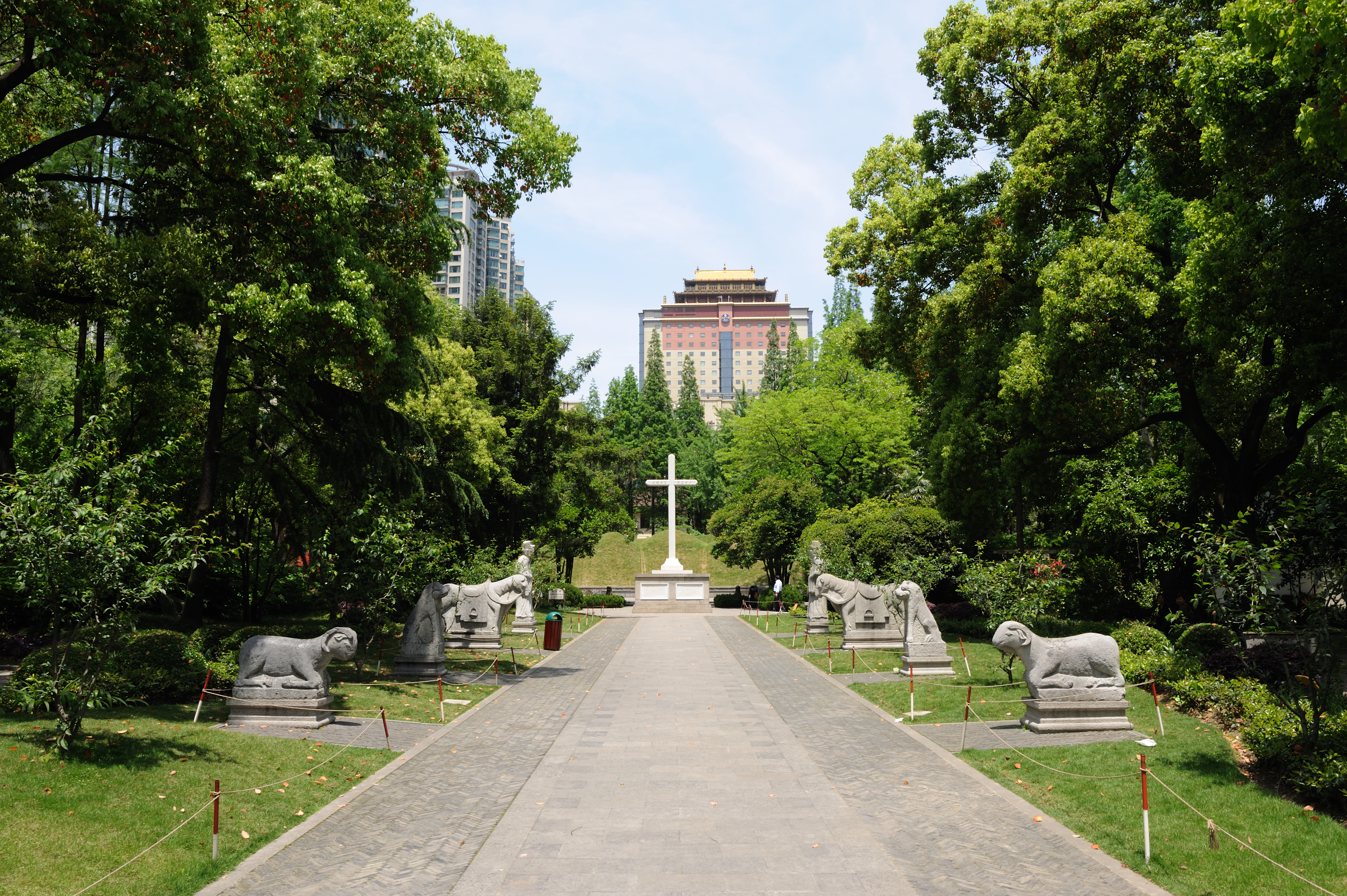
Могила Сюя Ґуанці в Шанхаї, неподалік від Собору Святого Ігнатія Лойоли

Сюй Гуанці відомий як автор сільськогосподарської енциклопедії «Нун чжен цюань шу» («Повна збірка писань про управління землеробством»), яка підвела підсумок багатовікового розвитку традиційної науки про землеробство. Цю монументальну працю з 60 цзюанів і 12 тематичних розділів не був ним завершений, і його остаточна підготовка до видання була зроблена вже посмертно.